# Kalakada
Kalakada là một mandal thuộc huyện Chittoor, bang Andhra Pradesh.